# Microplidus persimilis
Microplidus persimilis är en skalbaggsart som beskrevs av Louis Albert Péringuey 1902. Microplidus persimilis ingår i släktet Microplidus och familjen Melolonthidae. Inga underarter finns listade i Catalogue of Life.